# بلدة هايز (مقاطعة شرلفويإكس)
هايز، مقاطعة شرلفويإكس (بالإنجليزية: Hayes Township, Charlevoix County, Michigan)‏ هي بلدة تقع بولاية ميشيغان في الولايات المتحدة. تبلغ مساحتها 112 (كم²)، وترتفع عن سطح البحر 232 م، بلغ عدد سكانها 1893 نسمة في عام تعداد الولايات المتحدة 2000 حسب إحصاء مكتب تعداد الولايات المتحدة وتصل الكثافة السكانية فيها 24.3 نسمة/كم2.

## وصلات خارجية
- http://www.hayestownshipmi.gov
- The US50 - Cities and Towns in Michigan State
- Michigan Cities and Towns, Facts, Map, Flag, Colleges, Government, and More